# 貝特洛群島
65°20′S 64°9′W / 65.333°S 64.150°W
貝特洛群島（Berthelot Islands），是南極洲的群島，位於葛拉漢地西岸，處於迪利弗倫斯角西南面3公里，由讓-巴蒂斯特·夏古率領的法國探險隊發現，現時由南極條約體系管理。